# Cidre de feu
Le cidre de feu est une boisson alcoolisée à base de pommes élaborée au Québec. Sa recette, mise au point au début des années 1990, consiste à faire fermenter un moût de pomme concentré par évaporation. 

## Description
Cidre obtenu par la fermentation du jus de pomme, lequel doit, uniquement par la chaleur, atteindre une concentration de sucre avant fermentation d'au moins 28 °Brix, et dont le produit fini a une teneur en sucre résiduel d'au moins 80 g par litre et un titre alcoométrique acquis de plus de 9 % et d'au plus 15 % d'alcool par volume.
De couleur jaune ambrée et de texture liquoreuse, il se consomme frais, en apéritif en accompagnement de bouchés salées ou en accompagnement de desserts.

## Producteurs
Cinq cidreries québécoises produisent du cidre de feu : Union Libre à Dunham, le verger Lacroix à Saint-Joseph-du-Lac, le domaine Labranche à Saint-Isidore de Laprairie Domaine RITT - Cidrerie & Vergers, a Cap-Saint-Ignace et le verger Allen Demers à Lévis.